# Melechov
Melechov (715 m n. m.) je nejvyšším vrcholem oblasti Světelska a Ledečska a zároveň i nejvyšším bodem okresu Havlíčkův Brod. Zalesněný kopec patří mezi dominantní body krajiny středního Posázaví. Nachází se asi 6 km jihovýchodně od Ledče nad Sázavou a 7 km jihozápadně od Světlé nad Sázavou nedaleko řeky Sázavy a přírodní rezervace Stvořidla.

## Geografická a geomorfologická charakteristika
Z geomorfologického hlediska je Melechov severním výběžkem Křemešnické vrchoviny. Převýšení vrcholu oproti hladině Sázavy ve Stvořidlech je asi 350 m, což činí z této části Českomoravské vrchoviny plochou hornatinu. Masív je tvořený zejména tvrdými horninami moldanubického plutonu a granity.
U jižního úpatí se nachází přírodní památka Čertův kámen – izolovaná skála, která dokumentuje erozní zvětrávání a odnos hrubozrnného granitu. Lesní porosty se skládají převážně z hospodářsky využívaných bučin a smrčin.

## Přírodní park Melechov
Kopec i s blízkým okolím je součástí přírodního parku Melechov o rozloze 3239 hektarů. Tento park byl vyhlášen v roce 1995.

## Ostatní zajímavosti
Na severním vrcholu (709 m) se nachází nepřístupná měřická věž z 30. let 20. století, jedna z devíti postavených. U severozápadního úpatí kopce nedaleko obce Kouty je zřícenina tvrze Melechov.
Melechov byl za Rakouska-Uherska považován za střed Evropy, přičemž je vzdálen asi 11 km od geografického středu České republiky v Číhošti.
Na svazích Melechova provozují nadšenci z Lyžařského klubu Ledeč nad Sázavou asi 300 m dlouhou sjezdovku. Pod Melechovem se nachází konferenční hotel Luna, ve kterém lze zakoupit turistickou známku se symbolem Melechova.

## Poznámka
1. ↑  Ve čtverci 4 km x 4 km je výškový rozdíl nejvyššího a nejnižšího bodu 300–450 m.